# Мифология инков
Инкская мифология — комплекс воззрений, верований, культов и легенд инков.

## Основа инкской мифологии
Основной характеристикой мифологии инков служит её эклектичность, то есть сочетание и наслоение верований и мифов различных культур южноамериканского континента, существовавших как до инков, так и одновременно с ними, что создаёт немалые трудности для определения того, к какому времени и народу в действительности относится та или иная легенда. В большинстве случаев такие легенды уходят корнями в далёкое прошлое. Основным субстратом, хоть и не главным, считается мифология народа кечуа, издавна живших в горной местности от северного Перу до южных пределов города Куско. Также мифология инков вобрала в себя мифологию таких древних смежных культур: мочика (юнки), чиму, уари, паракас, наска, чачапояс, чанки, аймара, пукина и многие другие. Незаконченный результат смешения всех этих мифологий и можно считать мифологией инков.

## Религиозные представления инков
Пантеон инков достаточно многообразен, у некоторых богов повторяются обязанности. Это объясняется политикой инков в отношении завоёванных ими народов: они никогда не стремились запретить иные верования и богов, а наоборот, включали их в свой пантеон.
Важную роль у инков играли скалы и горы, многие из которых считались святыми. Эти места назывались «уака». Бернабе Кобо насчитал около 350 таких «уака», стоящих на топографических линиях секе, только в окрестностях Куско. Мачу Пикчу, например, одна из таких уака, но относящихся уже к топографии Империи.
Многие из природных объектов считались «уака», то есть святыми. Уака могли быть скалами, камнями, пещерами, холмами, утёсами, домами и ручьями, а также мумиями. Особую роль играли мумии правителей, поскольку в них была кровь Инти. Многие из инкских «уака» почитаются коренными народами Перу до сих пор.
Согласно Докладу королю Испании, составленному губернатором Франсиско де Борха 8 апреля 1615 года, у индейцев Перу было 10422 идола, из них 1365 мумий, и некоторые являлись основателями их родов, племён и селений.

## Космология и астрономия
Инкская мифология непосредственно связана с космологией, поскольку каждая наука отражала некое небесное тело или явление. Это нашло отражение во многих легендах, где при сотворении мира небесные объекты сошли под землю, а потом вновь вышли из скал, пещер, родников, то есть каждой уака. Из них же, по представлениям инков, вышли различные народы.
Специалистами в астрономии были Философы — амаута, они же были и астрологами. В частности, благодаря им и удалось собрать сведения по мифологии.

### Млечный путь
Первостепенным небесным объектом здесь считается Млечный Путь («Майю» — Река), на котором или вблизи которого расположены все более мелкие значимые объекты. Положения Майю в периоды, когда в результате вращения земли ось Млечного Пути максимально отклоняется в ту или в другую сторону от линии Север—Юг, отмечают границы, членящие мир на четыре сектора. На земле примерно под тем же углом пересекаются две центральные улицы селения (и продолжающие их дороги) и оросительные каналы.
Небесная река отражается или продолжается на земле в виде Вильканоты (Урубамбы) — главной водной артерии области Куско, текущей с юго-востока на северо-запад. Считается, что солнце совершает свой ночной путь под дном Вильканоты и насыщается её водами. Зимой в сухой (и холодный) сезон солнце пьёт мало и поэтому остывает.

### Звёзды
Инкских сведений о звёздах сохранилось немного. Так, наибольший перечень звёзд привёл испанский юрист Хуан Поло де Ондегардо, описывавший в 1559 году обряды индейцев в Перу в своём трактате «Заблуждения и суеверные обряды индейцев»:

Из звёзд обычно все поклонялись той, которую они называют Колька, а мы называем Плеяды. И остальные звёзды почитались, особенно, когда им казалось, что они были необходимы для их защиты. Потому что различные звёзды они наделяли различными функциями. И потому Пастухи совершают преклонение и жертвоприношение одной звезде, которую они называют Уркучильай, это, как они говорят, баран из многочисленных оттенков, в чьём ведении находится сохранение скота, и считается, что это то, что Астрологи называют Лира. И они же поклоняются двум другим, которые проходят возле неё, называющиеся Катучильяй и Уркучильай, которых они изображают в виде овцы с барашком. Другие, живущие в гористых местностях, поклоняются иной звезде, называющейся Чуки чинчай; это, как они говорят, Тигр, в чьём ведении находятся Тигры, Медведи и Львы. Также они поклоняются другой звезде, называющейся Анкочинчай, оберегающей других животных. Точно так же они поклоняются другой [звезде], под названием Мачакуай, в ведении которой находятся Ужи и Змеи, чтобы они им не причиняли вреда; и особенно все животные и птицы, обитающие на земле, они верили, что одно их подобие прибывало на небе, чьей заботой было их размножение и прирост. И так у них обстояло дело с различными звёздами, как с той, которую называют Чакама, и Топаторка, Мамана, и Мирко, Микикирай, и равным образом другие.— Revista histórica; órgano del Instituto Histórico del Perú, Volume 1. — Lima, 1906, стр. 207—208

### Линии «секе» и уаки
Уникальным изобретением народов Перу были линии секе (кечуа ceques — линия, черта), представлявшие собой воображаемые линии-направляющие, то есть векторы, исходившие из храма Кориканча в Куско. Существовало 40 линий, соединявшихся с 328 священными местами — уаками.
Время, действительно, до такой степени являло собой единение с пространством, занятым человеком, что «ceques», линии, выходившие из центра инкского мира, города Куско, позволяли определить не только социальные группы и 328 уак, помечающих ритуальный календарь Инков из 328 дней, но и также некоторые из них кодифицировали астрономические обсерватории, указывая место некоторых знаменательных солнечных и лунных позиций.
Уаки вместе со столбами, по которым вёлся календарь инков, составляли уже названное число 350.

## Основные легенды инков
По легенде, основателем государства инков Тауантинсуйу был Манко Капак, легендарный правитель, произошедший, как считается, от бога Солнца Инти и богини Луны Мама Килья. По другим версиям, он происходил от бога Виракочи или же вышел из вод озера Титикака. Существует много версий прихода к власти Манко Капака. По одной из них, он был создан богом Инти вместе с его братом Пача Капаком и отправлен на землю вместе с другими братьями и сёстрами для того, чтобы основать храм в честь отца — бога Солнца Инти. На земле они воплотились в пещере, и во время передвижения по пещерам к месту основания храма Куско один из братьев Манко Капака превратился в камень. В другом варианте этой легенды они воплотились из озера Титикака.

## Представление о мире
Пространство в мифологии инков состоит из трёх миров: подземный мир мёртвых и нерождённых Уку Пача, земной мир, в котором и жили инки, называвшийся Кай Пача, и высший мир, где обитают верховные боги Инти, Виракоча, Мама Килья, Пача Камак, Мама Коча и Ильяпа. До сих пор в языке кечуа слово «пача» означает время или пространство. В мифах по этому поводу имеется пословица: «Этот мир также уходит в иной мир», что можно понимать и как пространство, и как время.

## Пантеон инкских богов
Как инкские, так и заимствованные:
- Апо или Апу (кечуа Apu) — бог гор. Дословно — «господин».
- Атагу́чу (кечуа Ataguchu[написание?]) — бог, помогавший в сотворении мира.
- Апокатекиль или Апотекиль или Катекиль (кечуа Apocatequil[написание?] — исп. Ka-Ata-Killa) — бог грома и молний.
- Ванака́ури — бог Радуги, первопредок Инков, брат Манко Капака. Его идол — одна из главных святынь инков — находится неподалёку от Куско на одноимённой горе[8].
- Кавилья́ке (кечуа Cavillace[написание?]) — богиня-девственница, которая зачала от бога Кунирайи Виракочи, съев плод лукумы, содержавший его семя. Обращена в камень вместе с рождённым ею ребёнком, достигшим годовалого возраста, у самого моря, в которое бросилась, спасаясь от преследования Виракочи[9].
- Ча́ска (кечуа Ch'aska[написание?]) — богиня рассвета и заката. Также богиня планеты Венера, считалась защитницей девственниц. Дословно означает — «звезда».
- Ча́ска Ко́льур (кечуа Ch'aska Quyllur) — богиня цветов и девственниц, богиня планеты Меркурий.
- Колаш[исп.] (исп. Colash) — бог, родившийся из птицы. Выражает сущность всех вещей.
- Ку́ка Ма́ма или Ма́ма Ку́ка (кечуа Kuka Mama) — богиня здоровья и счастья; считалось, что её тело стало первым растением коки, которое в культуре инков разрешалось жевать только мужчинам для большего сексуального удовлетворения женщин.
- Кунира́йа (кечуа Quniraya Wiraqucha) — бог беременности и луны. Полное его имя было также Кунирайа Виракоча. Бог-путешественник, в обличье бедняка. Одним только своим словом возводил террасы и проводил оросительные каналы. Соблазнил богиню Кавильяке и девицу-красавицу Чукисусо. Действует в районе Варочири и на побережье моря[10].
- Экеко (кечуа Eqaqo или айм. Iqiqu) — бог очага и богатства, изобилия, плодородия и веселья у индейцев аймара или колья. Изначально его идол изготавливался из камня, горбатым и без одежды. Инки изготавливали кукол, представляющих этого бога, и просили у него благополучия.
- Ильа́па (кечуа Illapa) — очень популярный у инков бог грома и молний. У него инки просили хорошей погоды. День празднования Ильяпа — 25 июля.
- И́нти (кечуа Inti) — бог солнца, считался самым важным богом, а Инка считался прямым потомком Инти.
- Кон (кечуа Kon[написание?]) — бог дождя и ветра, приходящих с юга. Сын Инти и Мама Килла.
- Ма́ма А́льпа (кечуа Mama Allpa) — Мать-Земля, богиня плодородия, изображалась со множеством женских грудей.
- Ма́ма Ко́ча (кечуа Mama Qucha) — Мать-Озеро, богиня моря и рыбы, покровительница рыбаков. По одной из легенд, мать Инти и Мама Кильа.
- Ма́ма Па́ча или Пачама́ма (кечуа Pachamama) — богиня плодородия, покровительница во время посева и уборки урожая. Также она ответственна за землетрясения.
- Ма́ма Ки́льа (кечуа Mama Killa) — богиня брака, фестивалей и Луны. Дочь Виракочи и Мама Коча, сестра и жена Инти. Была матерью Манко Капака, Пачакамак, Кон и Мама Окльо.
- Ма́ма Са́ра или Сарама́ма (кечуа Mama Sara) — богиня зерна, была связана с маисом и ивой.
- Па́ча Ка́мак (кечуа Pachakamaq) — создатель земли, обитающий в её недрах. Инки переняли поклонение этому богу у покорённого ими народа ичма.
- Парьяка́ка (кечуа Paryaqaqa) — бог воды, шторма, бури, селевых потоков, перенятый у других народов; также бог дождя. Родился из пяти яиц. Воплотился в виде сокола, но потом стал человеком. Его символом были пять яиц: четыре по углам и одно в центре. Соблазнил девицу-красавицу Чукисусо, помог построить оросительный канал, при этом ему помогали все виды животных, предположительно, являвшиеся кечуанскими знаками зодиака на небосводе[10].
- Парисиа (кечуа Paricia[написание?]) — бог, убивающий людей с помощью наводнений за недостаточное почитание. Возможно, одно из имён Пача Камака.
- Су́пай (кечуа Supay) — бог смерти и демонов, правитель подземного мира Уку Пача. Дословно — «тень». Представления о Супае как о демоне присвоены первыми христианскими священниками. Основное значение было, однако, другим[11].
- Уркагуа́ри или Уркава́ри (кечуа Urcaguary[написание?]) — бог металлов и драгоценных камней, а также других полезных ископаемых, имевших большое значение.
- Уркачи́льай (кечуа Urcuchillay[написание?]) — бог, наблюдавший за животными[12].
- Вирако́ча (кечуа Wiraqucha или Apu Qun Tiksi Wiraqucha) — бог всего; изначально был верховным богом, но после того, как Пачакутек стал Инкой, он изменил расстановку сил в пантеоне и объявил главным Инти, который, как считалось, помог победить народ чанка — главных врагов инков на тот момент. Полным именем его, возможно, было Кон Тикси Виракоча Пачаячачик. Также существовали другие персонажи с таким именем: Имаймана Виракочи и Тукапу Виракочи — сыновья Создателя Пачаячачика[13], а также Кунирая Виракоча[10] и Илья Тиси Виракоча[14].

## Второстепенные и региональные боги
Все хронисты, сообщавшие об андских верованиях, говорят и о богах второстепенных: во-первых, это региональные или племенные, во-вторых, районные или клановые, и, наконец, фамильные. Первых историк Кристобаль де Альборнос называет пакариски. Пакариски могли быть мифическими первопредками и прародителями больших этнических групп, выступавшими в различных ипостасях. Среди них можно упомянуть таких богов, как Париакака, Каруа, Ванка, Айсавилька, Чинчакоча или Янараман (Pariacaca, Carhua Huanca, Aisawilka, Chinchacocha, Yanaraman). Эти божества, согласно Ане М. Марискотти, «не являются ни творцами, ни сотворёнными, или principium sine principio, а потомками других богов». Таковым является Париакака в традициях племени чека, где он считается сыном Виракочи; точно так же, если мы посмотрим на традиции юнков, собранных августинцами в 1551 году, то обнаружим, что Апо Катекиль — это сын Атагуху. Нечто похожее обнаруживается в локальных мифических историях.
Августинцами упоминаются такие идолы и ваки в регионе Гуамачуко (см. карту):
- Льайген (Llayguen)
- Каури (Cauri)
- Гуальио (Guallio)
- Коакилька (Coaquilca)
- Касипома (Casiapoma)
- Гуамансири (Guamansiri)
- Топа Льимильай (Topa Llimillay)
- Мунигиндо (Muniguindo)
- Гуачекоал (Guachecoal)
- Усорпильао (Uzorpillao)
- Акучуакке (Acuchuacque)
- Янагуанка и Шулька Вака (Yanaguanca y Xulca Huaca)
- Майльа (Maylla)
- Льага (Llaga)
- Гуаканкоча (Guacancocha)

## Монотеистические тенденции
Есть основания говорить о монотеистических тенденциях в религии инков, о складывающейся тенденции считать всех богов ипостасями Виракочи-Пача Камака. Известно несколько явно монотеистических гимнов Виракоче, приписываемых Пачакутеку Юпанки.
Пример одного из таких гимнов:

О Создатель, корень всего,

Виракоча, конец всего,

Повелитель в сияющей одежде,

Зарождающий жизнь и все приводящий в порядок,

Говоря: «Да будет мужчина! Да будет женщина!»

Создатель, творец,

Ты дал жизнь всем —

Храни их,

Пусть живут они в процветании и счастье,

В безопасности и мире.

Где ты?

Снаружи? Внутри?

Над этим миром в облаках?

Под этим миром в тенях?

Услышь меня!

Ответь мне!

Прими слова мои к сердцу!

Бесконечные века

Дай мне жить,

Сожми меня в руках,

Держи меня в ладонях,

Получи это подношение,

Где бы ты ни был, мой Повелитель,

Мой Виракоча.
Оригинальный текст (кечуа)A tiqsi Wiraqucha

qaylla Wiraqucha

tukapu aknupu Wiraquchan

kamaq, churaq

"Qhari kachun, warmi kachun,"

nispa.

Ilut'aq, ruraq

kamasqayki,

churasqayki

qasilla qispilla kawsamusaq

Maypin kanki?

Hawapichu?

Ukhupichu?

Phuyupichu?

Llanthupichu?

Uyariway!

Hay niway!

Iniway!

Imay pachakama,

hayk'ay pachakama

kawsachiway

marq'ariway

hat'alliway

kay qusqaytari chaskiway

maypis kaspapis

Wiraquchaya. 

## Религиозные практики

### Совпадения индейских религиозных практик с вуду
Некоторые религиозные практики индейцев имели типологическую схожесть с вуду, в частности, имелся обряд с так называемой куклой вуду. Так, юрист Хуан Поло де Ондегардо, описывавший в 1567 году обряды индейцев в Перу в своей «Инструкции по борьбе с церемониями и обрядами, применяемыми индейцами со времён их безбожия», замечает:

Чтобы наслать болезнь на того, кого они ненавидят, или чтобы тот [человек] умер, они несут его одежду и наряды, и одевают в них какую-нибудь статую, которую делают от имени той особы, и проклинают её, оплёвывая и казня её [как бы через] повешение.— «Revista histórica; órgano del Instituto Histórico del Perú, Volume 1. – Lima, 1906, стр. 201